# 刘翔 (足球运动员)
刘翔（1981年5月1日—），男，中国足球运动员，司职中场，现效力于中甲球队北京八喜。

## 职业生涯
刘翔是河南建业2006年的冲超功臣，2008年刘翔开始淡出河南建业被租借到青岛海利丰，次年回到河南建业。2010年中超联赛进入间歇期后刘翔签约加盟北京八喜。